# Empoasca biloba
Empoasca biloba är en insektsart som beskrevs av Qin och Zhang 2008. Empoasca biloba ingår i släktet Empoasca och familjen dvärgstritar. Inga underarter finns listade i Catalogue of Life.